# Ilex loretoica
Ilex loretoica är en järneksväxtart som beskrevs av Ludwig Eduard Loesener. Ilex loretoica ingår i släktet järnekar, och familjen järneksväxter. Inga underarter finns listade i Catalogue of Life.